# فيسيل جيهان
فيسيل جيهان (بالتركية: Veysel Cihan)‏ (4 فبراير 1976 في تركيا - ) هو لاعب كرة قدم تركي في مركز الهجوم. شارك مع منتخب تركيا ب لكرة القدم ‏. أما مع النوادي، فقد لعب مع أنطاليا سبور وبولو سبور ودنيزلي سبور وغازي عنتاب سبور وغنتشلربيرليغي وقونيا سبور ونادي بشكتاش.

## روابط خارجية
- فيسيل جيهان على موقع اتحاد تركيا (لاعب) (الإنجليزية)
- فيسيل جيهان على موقع قاعدة بيانات كرة القدم.إي يو (الإنجليزية)
- فيسيل جيهان على موقع Soccerway.com (الإنجليزية)
- فيسيل جيهان على موقع عالم كرة القدم.نت (الإنجليزية)